# Wojciech Bandrowski
Wojciech Bandrowski (zm. 25 sierpnia 1870 w Tarnowie) − prawnik, pierwszy burmistrz Tarnowa czasu autonomii Galicji.
Wojciech Bandrowski urodził się we wsi Myta w ówczesnym powiecie Turka (na południe od Lwowa), prawdopodobnie w 1808 roku. Był doktorem prawa, w roku 1836 uzyskał doktorat na Uniwersytecie w Wiedniu. W czasie Wiosny Ludów współredagował wydawane w Tarnowie demokratyczne pismo "Zgoda". Podczas pierwszych po uzyskaniu przez Galicję rozszerzonej autonomii wyborów do tarnowskiej rady miejskiej, które odbyły się w marcu 1867 roku, został radnym, zaś na inauguracyjnym posiedzeniu, 9 maja tegoż roku, wybrano go burmistrzem. Za jego kandydaturą głosowało 24 spośród 36 radnych. W tym samym głosowaniu wiceburmistrzem wybrano Klemensa Rutowskiego.
W czasie trzyletniej kadencji główne starania burmistrza koncentrowały się wokół dokończenia budowy Ogrodu Strzeleckiego oraz linii kolejowej łączącej Tarnów z Węgrami (obecna linia Tarnów − Leluchów). Po wyborach do rady miejskiej w marcu 1870 roku Wojciech Bandrowski ponownie został wybrany burmistrzem (wygrywając z Klemensem Rutowskim), tym razem za zastępcę mając Feliksa Jarockiego. Wkrótce potem, 25 sierpnia 1870 roku (data zachowana na tablicy pamiątkowej na murze cmentarza), zmarł i został pochowany na Starym Cmentarzu w Tarnowie. W 1875 roku jego imieniem została nazwana jedna z tarnowskich ulic. Jej nazwa przetrwała wszystkie zmiany ustrojowe i funkcjonuje do dzisiaj.